# Kungshamn
Kungshamn este un oraș în Suedia.

## Demografie
| \| Evoluția demografică a zonei urbane Kungshamn, 1970–2015 \| Evoluția demografică a zonei urbane Kungshamn, 1970–2015 \| Evoluția demografică a zonei urbane Kungshamn, 1970–2015 \| Evoluția demografică a zonei urbane Kungshamn, 1970–2015 \| Evoluția demografică a zonei urbane Kungshamn, 1970–2015 \| \| --------------------------------------------------------------------------------------- \| -------------------------------------------------------- \| -------------------------------------------------------- \| -------------------------------------------------------- \| -------------------------------------------------------- \| \| An \| \| \| Locuitori \| \| \| 1970 \| 1970 \| \| 2.866 \| 2.866 \| \| 1975 \| 1975 \| \| 2.941 \| 2.941 \| \| 1980 \| 1980 \| \| 3.066 \| 3.066 \| \| 1990 \| 1990 \| \| 3.167 \| 3.167 \| \| 1995 \| 1995 \| \| 3.144 \| 3.144 \| \| 2000 \| 2000 \| \| 3.109 \| 3.109 \| \| 2005 \| 2005 \| \| 2.871 \| 2.871 \| \| 2010 \| 2010 \| \| 2.814 \| 2.814 \| \| 2015 \| 2015 \| \| 3.657 \| 3.657 \| \| Sursa: SCB - Statistika Centralbyrån, Folkmängden per tätort. Vart femte år 1960 - 2016 \| \| \| \| \| |      |  |           |       |
| Evoluția demografică a zonei urbane Kungshamn, 1970–2015 |      |  |           |       |
| An |      |  | Locuitori |       |
| 1970 | 1970 |  | 2.866     | 2.866 |
| 1975 | 1975 |  | 2.941     | 2.941 |
| 1980 | 1980 |  | 3.066     | 3.066 |
| 1990 | 1990 |  | 3.167     | 3.167 |
| 1995 | 1995 |  | 3.144     | 3.144 |
| 2000 | 2000 |  | 3.109     | 3.109 |
| 2005 | 2005 |  | 2.871     | 2.871 |
| 2010 | 2010 |  | 2.814     | 2.814 |
| 2015 | 2015 |  | 3.657     | 3.657 |
| Sursa: SCB - Statistika Centralbyrån, Folkmängden per tätort. Vart femte år 1960 - 2016 |      |  |           |       |